# 미겔 테하다
미겔 오달리스 테하다 마르티네스(Miguel Odalis Tejada Martinez, 1974년 5월 25일 ~ )는 도미니카공화국 출신의 야구 선수이자, 전 미국 메이저 리그 마이애미 말린스의 선수이다.

## 수상
- 2002년 아메리칸리그 최우수 선수 (MVP)
- 2004년 아메리칸리그 실버슬러거 유격수부문
- 2004년 아메리칸리그 타점 1위
- 2005년 아메리칸리그 실버슬러거 유격수부문
- 2005년 올스타 게임 최우수 선수 (MVP)